# شوشونی

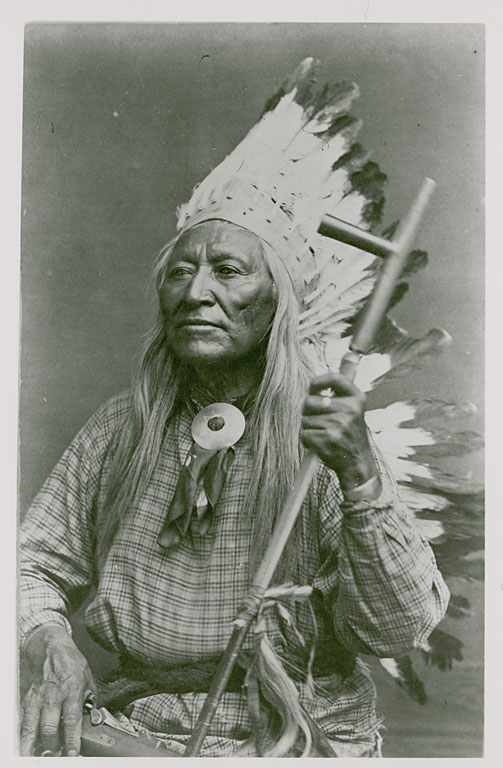
تصویری از واشاکی، رئیس قبیله شوشونی، در قرن نوزدهم

شوشونی (به انگلیسی: Shoshone) نام یکی از قبیله‌های سرخ‌پوست آمریکا است.
شوشونی فرهنگ و آداب مخصوص خود را دارند.
آنها در آیداهو و مناطق اطراف آن می‌زیسته‌اند.